# Fandi Ahmad
Fandi Ahmad (Singapore, 29 mei 1962) is de eerste profvoetballer van Singapore. Tijdens zijn carrière speelde hij in Europa en Azië en was hij aanvoerder van het nationale team. Volgens sommigen is hij de beste speler van Singapore ooit. Hij speelde vrijwel altijd in de aanval en soms op het middenveld.

## Voetbalcarrière
In 1978, op 16-jarige leeftijd, kwam Fandi Ahmad voor het eerst uit voor zijn land Singapore. In 1980 deed hij met Singapore mee aan de Malaysia Cup en scoorde het winnende doelpunt in de finale tegen Selangor (2-1). In 1982 kreeg hij een aanbod van AFC Ajax om daar te voetballen. Hij weigerde dit aanbod echter, omdat hij moeite voorzag met het aanpassen aan een ander land en een andere taal. In plaats daarvan ging hij voetballen bij NIAC Mitra in Indonesië.
In 1983 ging Fandi tóch naar Nederland, om bij FC Groningen eredivisie te spelen, in de periode 1983–1985. Ahmad was daarmee de eerste Singaporese voetballer ooit die betaald voetbal speelde in Europa. FC Groningen had zich voor het eerst in de geschiedenis gekwalificeerd voor Europees voetbal, en Fandi Ahmad scoorde in dit debuut eenmaal, in de thuiswedstrijd tegen Inter Milan in de UEFA Cup. Fandi groeide uit tot een publiekslieveling en in 2003 behoorde hij tot het FC Groningen Elftal van de Eeuw. Hoewel Fandi in 1985 weer een aanbod kreeg van AFC Ajax, ging hij in 1986 terug naar Azië. Nottingham Forest heeft in de jaren 90 nog interesse getoond in Fandi maar hij beweerde dat hij te oud was.
Hij speelde vanaf 1986 tot 1990 voor Kuala Lumpur FA en bezorgde hun driemaal de Malaysia Cup in 1987, 1988 en 1989. Hij won ook de Maleisische Gouden Schoen in 1988. In 1990 ging hij spelen voor OFI Kreta in Griekenland, maar in 1991 ging hij weer terug naar Maleisië en ging spelen voor Pahang, en pakte met die club de Maleisische dubbel, het kampioenschap en de Malaysia Cup.

### Teams
| Team                              | Land                 | Periode   |
| --------------------------------- | -------------------- | --------- |
| Singapore (Malaysia Cup team)     | Vlag van Singapore   | 1978–1982 |
| Niac Mitra                        | Vlag van Indonesië   | 1982–1983 |
| FC Groningen                      | Vlag van Nederland   | 1983–1985 |
| Kuala Lumpur FA                   | Vlag van Maleisië    | 1986–1990 |
| OFI Kreta                         | Vlag van Griekenland | 1990      |
| Pahang FA                         | Vlag van Maleisië    | 1991–1992 |
| Singapore (Malaysian League team) | Vlag van Singapore   | 1993–1995 |
| Geylang United FC                 | Vlag van Singapore   | 1996      |
| Singapore Armed Forces FC         | Vlag van Singapore   | 1997–1998 |